# Phaeomolis bertrandi
Phaeomolis bertrandi là một loài bướm đêm thuộc phân họ Arctiinae, họ Erebidae.